# 파워디렉터
파워디렉터(PowerDirector)는 사이버링크가 개발한 영상 편집 소프트웨어이다. 파워디렉터는 클립의 잘라내기, 병합, 겹치기 및 효과 넣기를 제공하며 H.265 비디오와 360도 동영상과 같은 새로운 표준 포맷도 지원한다. 파워디렉터는 윈도우 7부터 윈도우 10에 이르는 운영 체제에서 실행되며 64비트 버전의 사용이 권장된다. + 파워디렉터는 모바일(Android)버전도 있다.

## 버전
파워디렉터에는 디렉터 스위트(Director Suite), 얼티밋 스위트(Ultimate Suite), 얼티밋(Ultimate), 울트라(Ultra) 등 4가지 버전이 있다.
| 버전 | 출시일  | 기능 |
| ---- | ------- | --- |
| 4.0  | 2005/01 | |
| 5.0  | 2005/11 | 와이드스크린 고선명 동영상 제작 및 최신 MPEG-4 포맷을 지원한다. |
| 6.0  | 2007/03 | DVD 메뉴 디자이너, 슬라이쇼, 기타 영상 탬플릿을 추가하고 MPEG-2 HD WMV HD 비디오 포맷을 지원한다. |
| 7.0  | 2008/05 | 디렉터존(DirectorZone)과 함께하는 새로운 웹 커뮤니티. 블루레이 디스크, AVCHD DVD 저작 추가, 돌비 5.1 및 6 독립 PiP 트랙 지원. |
| 8.0  | 2009/08 | 완전히 새로워진 타임라인 인터페이스. 입자 효과 디자이너, HD 비디오를 페이스북으로 직접 올리는 기능 추가. |
| 9.0  | 2010/11 | 새로운 트루벨로시티(TrueVelocity) 렌더링 엔진 (네이티브 64비트 운영 체제 지원을 통한 HD 영상 편집의 속도 및 효율성 개선) |
| 10.0 | 2011/10 | 직관적인 새로운 소프트웨어는 업그레이드된 트루벨로시티(TrueVelocity) 렌더링 엔진, 3차원 편집 워크플로를 제공하며 openCL을 지원한다. 고객들은 440,000개의 탬플릿을 디렉터존(DirectorZone)에서 무료로 이용할 수 있다. |
| 11.0 | 2012/09 | 블레이징 스피드 트루벨로시티® 3 엔진(Blazing Speed TrueVelocity® 3 Engine)/멀티-GPGPU 가속 및 openCL 지원. 최신 4K/2K 표준 지원 및 세계 최초로 AVCHD 2.0 인증 (AVCHD 3D, 프로그레시브 포맷). 또한 컬러디렉터(ColorDirector), 오디오디렉터(AudioDirector), 포토디렉터(PhotoDirector)를 통해 파워디렉터와 함께 심리스(seamless)하게 작업함으로써 효율적인 라운드트립 편집 및 생산 시간 감소를 기대할 수 있다. |
| 12.0 | 2013/09 | 멀티캠 디자이너(MultiCam Designer), 테마 디자이너(Theme Designer), 트루벨로시티™4 편집 엔진(TrueVelocity™ 4 Editing Engine)을 통해 인텔 AVX2 지원과 더불어 3배 이상의 빠른 비디오 인코딩을 달성하여 영상 편집 시간을 단축. |
| 13.0 | 2014/09 | 100가지 이상의 동적 디자인 도구 및 효과 제품군을 도입. 사용자가 이들을 창의적인 요구에 맞추어 사용할 수 있으며 여기에는 고유하게 정의할 수 있는 전환, 영상 및 소리 효과를 포함한다. |
| 14.0 | 2015/11 | 액션 카메라 센터, 모션 트래킹, 익스프레스 프로젝트, 화면 녹화, 새롭게 지원되는 포맷(예: 2K/4K, HEVC, FLAC, 120/240p HFR 비디오) |
| 15.0 | 2016/09 | 단대단 360 비디오 편집 (True360 기술 사용) 지원: 잘라내기, 타이틀/효과/전환 추가. |
| 16.0 | 2017/09 | Intelligent Color Correction, Express Color Grading with LUTs, Video Collage Designer, Seamless 360º Titles, 360º Video Stabilization |
| 17.0 | 2018    | 멀티캠 디자이너 & 콜라주 디자이너의 상호운용성,업데이트된 비디오 콜라주 디자이너,개선된 타이틀 디자이너,네스티드 프로젝트 편집,비디오 프리컷,마스크 디자이너에서 브러시 마스크 만들기,모션 트래킹 정확도 향상,고급 크로마 키,키프레임 불투명도 편집,새롭게 태어난 페인트 디자이너,개선된 360˚ 비디오 안정화,더욱 다양한 포맷 지원,개선된 자막 룸,기록 도중 웹캠 캡처,CyberLink 프리미엄 팩 4                |

## 같이 보기
- 영상 편집 소프트웨어 목록